# Parkway Village (Kentucky)
Pour les articles homonymes, voir Parkway.
Parkway Village est une ville américaine située dans le comté de Jefferson, dans le Kentucky. Selon le recensement de 2020, sa population est de 623 habitants.